# Lackawanna
Lackawanna is een plaats (city) in de Amerikaanse staat New York, en valt bestuurlijk gezien onder Erie County.

## Demografie
Bij de volkstelling in 2000 werd het aantal inwoners vastgesteld op 19.064.
In 2006 is het aantal inwoners door het United States Census Bureau geschat op 17.926, een daling van 1138 (-6,0%).

## Geografie
Volgens het United States Census Bureau beslaat de plaats een oppervlakte van
15,9 km², geheel bestaande uit land.

## Plaatsen in de nabije omgeving
De onderstaande figuur toont nabijgelegen plaatsen in een straal van 12 km rond Lackawanna.

## Geboren in Lackawanna
- Lonnie Smith (1942-2021), Amerikaanse jazzorganist